# 와시미야정
와시미야정(일본어: 鷲宮町)은 일본 사이타마현 북동부에 위치했던 정이다. 간토 최고의 신사인 와시노미야 신사의 도리마에 정으로서 알려져있다.
2010년 3월 23일에 폐지되었다.

## 지리
간토평야의 거의 중앙부에 위치하고 저지가 중심인 지형이다. 도부 이세사키 선이 남동부에서 북서부로 종단하고 JR 우쓰노미야 선이 남북으로 종단한다. 또 도호쿠 신칸센이 동부를 통과한다. 정의 면적은 현내에서 3번째로 좁다.

### 인접한 자치체
- 가조시
- 구키시
- 기타카쓰시카군 구리하시 정
- 삿테시

## 역사
- 고대부터 중세까지는 무사시국 사이타마군, 시모사국 가쓰시카군에 속했고 근세 이후 가쓰시카 군역도 무사시 국에 편입되었다.
- 1889년 4월 1일: 정촌제 시행으로 미나미사이타마군 와시노미야촌(鷲宮村)과 기타카쓰시카군 하치와노사키촌(八輪野崎村)이 설립되었다. 같은 해 하치와노사키촌은 사쿠라다촌(桜田村)으로 개칭하였다.
- 1933년 4월 17일: 와시노미야촌이 와시노미야정(鷲宮町)으로 승격되었다.
- 1955년 1월 1일: 미나미사이타마군 와시노미야정과 기타카쓰시카군 사쿠라다촌이 합병하여 기타카쓰시카군 와시미야정(鷲宮町)이 되었다.
- 2010년 3월 23일: 구키시, 미나미사이타마군 쇼부정, 기타카쓰시카군 구리하시정과 합병해 폐지되었다.[1]

## 교통

### 철도
- 도부 철도
  - 이세사키 선: 와시노미야 역
- 동일본 여객철도
  - 도호쿠 본선(우쓰노미야 선): 히가시와시노미야역

## 픽션

### 만화·애니메이션
- 러키☆스타

## 참조
1. ↑  (일본어) 久喜市・菖蒲町・栗橋町・鷲宮町の合併が決定しました(구키 시·쇼부 정·구리하시 정·와시미야 정들이 합병됨이 정해졌습니다), 구리하시 정 공식 웹사이트, 2009년 11월 10일[깨진 링크(과거 내용 찾기)]